# Diascia esterhuyseniae
Diascia esterhuyseniae är en flenörtsväxtart som beskrevs av K. E. Steiner. Diascia esterhuyseniae ingår i släktet tvillingsporrar, och familjen flenörtsväxter. Inga underarter finns listade i Catalogue of Life.